# Joc de dezvoltare de orașe

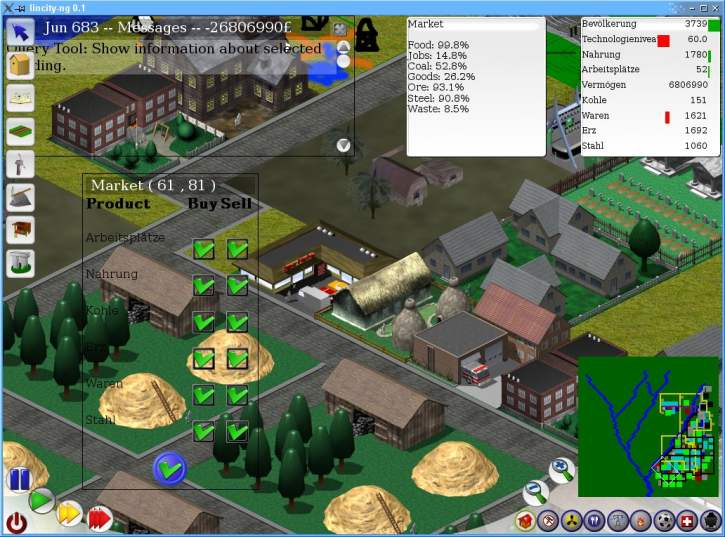
Imagine din jocul video Lincity

Un joc de dezvoltare de orașe (din engleză: City-building game) este un gen de jocuri video de strategie în care jucătorii acționează în calitate de proiectant general și lider al unui oraș, supravegându-l de sus în jos și fiind responsabil pentru dezvoltarea și gestionarea acestuia. Jucătorii pot alege locul de construcție a clădirilor și funcții de gestionare a orașului, cum ar fi salariile și prioritățile de lucru, orașul dezvoltându-se în consecință.
Jocuri ca SimCity sau Cities XL sunt considerate jocuri de construcție și de simulare a managementului.

## Listă de jocuri notabile
| Nume                                                                    | An   | Dezvoltator                         |
| ----------------------------------------------------------------------- | ---- | ----------------------------------- |
| Utopía                                                                  | 1982 | Intellivision                       |
| SimCity                                                                 | 1989 | Maxis                               |
| ActRaiser                                                               | 1990 | Quintet                             |
| Caesar (joc video)                                                      | 1992 | Impressions Games                   |
| SimCity 2000                                                            | 1993 | Maxis                               |
| Stronghold                                                              | 1993 | Stormfront Studios                  |
| Caesar II                                                               | 1995 | Impressions Games                   |
| Caesar III                                                              | 1998 | Impressions Games                   |
| SimCity 3000                                                            | 1999 | Electronic Arts                     |
| Faraón (joc video)                                                      | 1999 | Impressions Games                   |
| Cleopatra                                                               | 2000 | BreakAway Games                     |
| Master of Olympus - Zeus                                                | 2000 | Impressions Games                   |
| Anno 1602                                                               | 2000 | Max Design                          |
| Trópico                                                                 | 2001 | PotTop Software                     |
| Master of Atlantis - Poseidon                                           | 2001 | Impressions Games                   |
| MetropolisMania                                                         | 2002 | Natsume                             |
| Emperador: El Nacimiento de China                                       | 2002 | Impressions Games y BreakAway Games |
| SimCity 4                                                               | 2003 | Electronic Arts                     |
| Tropico 2: Pirate Cove                                                  | 2003 | Frog City Software                  |
| Medieval Lords: Defend, Build Expand                                    | 2004 | Monte Cristo                        |
| Inmortal Cities: Children of the Nile                                   | 2004 | Tilted Mill Entertainment           |
| CityLife                                                                | 2006 | Monte Cristo                        |
| Tycoon City: New York                                                   | 2006 | Deep Red Studios                    |
| Glory of the Roman Empire                                               | 2006 | Haemimont Games                     |
| CivCity: Rome                                                           | 2006 | Firefly Studios y Firafix           |
| Caesar IV                                                               | 2006 | Tilted Mill Entertainment           |
| Imperivm Civitas                                                        | 2006 | FX Interactive                      |
| Anno 1701                                                               | 2006 | Related Designs                     |
| SimCity Societies                                                       | 2007 | Tilted Mill Entertainment           |
| Lincity                                                                 | 2007 | Lincity-NG                          |
| Anno 1701: Dawn of Discovery                                            | 2007 | Keen Games                          |
| Imperivm Civitas II                                                     | 2007 | FX Interactive                      |
| CityLife 2008                                                           | 2008 | Monte Cristo                        |
| OpenCity                                                                | 2008 | Duong-Khang NGUYEN                  |
| Final Fantasy Crystal Chronicles: The Little King and the Promised Land | 2008 | Square Enix                         |
| Social City                                                             | 2007 | Zynga Games                         |
| Anno 1404                                                               | 2009 | Related Designs, Blue Byte          |
| Cities XL                                                               | 2009 | Monte Cristo Multimedia             |
| Imperivm Civitas III                                                    | 2009 | FX Interactive                      |
| Cities XL 2011                                                          | 2010 | Monte Cristo Multimedia             |
| Anno 2070                                                               | 2011 | Related Designs, Blue Byte, Ubisoft |
| Cities XL 2012                                                          | 2011 | Monte Cristo Multimedia             |

## Vezi și
- Caesar (serie de jocuri)